# Tattva
Tattva, termine sanscrito (in scrittura devanāgarī, तत्त्व) che significa "stato vero o reale", "verità", "realtà" "principio reale", o anche "verità".

## Descrizione
In accordo con varie scuole di filosofia indiane, un tattva è un elemento o aspetto della realtà concepito come una emanazione della realtà assoluta nel processo di manifestazione dal sottile al grossolano. Sebbene il numero dei tattva vari a seconda della scuola filosofica essi, nel loro insieme, sono supposti formare la base di ogni nostra esperienza.
La filosofia Sāṃkhya usa un sistema di 25 tattva mentre lo Shivaismo ne riconosce 36.